# (17387) 1981 EV23
A (17387) 1981 EV23 a Naprendszer kisbolygóövében található aszteroida. Schelte J. Bus fedezte fel 1981. március 3-án.